# Ochthebius sidanus
Ochthebius sidanus es una especie de escarabajo del género Ochthebius, familia Hydraenidae. Fue descrita científicamente por d`Orchymont en 1942.
Se distribuye por Europa. Mide 1,7 milímetros de longitud y su edeago 0,42 milímetros. Se ha encontrado a altitudes de hasta 500 metros.